# Kamal-Adwan-Krankenhaus
Das Kamal-Adwan-Krankenhaus (arabisch مستشفى الشهيد كمال عدوان الحكومي, DMG Mustašfā aš-Šahīd Kamāl ʿAdwān al-ḥukūmī) ist in Beit Lahiya im nördlichen Teil des Gazastreifens in Palästina. Es wurde 2002 eröffnet und ist dem Gesundheitsministerium von Palästina unterstellt. Das Krankenhaus war bis 2023 für die Gesundheitsversorgung von 400.000 Personen zuständig und galt als das größte Krankenhaus im Norden von Gaza. Der Komplex hat drei Gebäude mit 118 Betten. In den Gebäuden gibt es unter anderem Abteilungen für Geburtshilfe, Gynäkologie, Physiotherapie, Röntgenaufnahmen und einen Operationssaal.

## Geschichte
Das Kamal-Adwan-Krankenhaus wurde 2002 gegründet, um die Verletzten der Al-Aqsa-Intifada zu versorgen. Zuvor war es als Beit Lahiya Project Clinic bekannt. Es ist nach Kamal Adwan benannt, Gründungsmitglied der PLO und Anführer der Organisation Schwarzer September. Er wurde von Israel 1973 in Beirut, Libanon, getötet („Operation Frühling der Jugend“). 2013 wurde die Kapazität des Spitals auf 108 Betten erhöht. 2015 wurde das Krankenhaus zwecks Renovierung geschlossen, nachdem das Indonesische Krankenhaus in Beit Lahiya eröffnet wurde. Es wurde ein Jahr später wiedereröffnet.
2016 wurde die Abteilung der Kinderheilkunde deutlich erweitert. Ebenso wurden die Abteilungen Gynäkologie und Geburtshilfe erneuert. 2017 wie auch 2023 wurde das Spital ausgebaut und seine Dienstleistungen erweitert.
Aufgrund der israelischen Kontrolle über die Grenzen des Gazastreifens konnten viele Patienten nicht zu einer Behandlung ins Ausland reisen und auch die Einfuhr von Medikamenten war oft begrenzt.

### Seit Oktober 2023
Seit Oktober 2023 wurde das Spital und seine Umgebung von Israel oft bombardiert und seine Funktionsweise beeinträchtigt. Die Weltgesundheitsorganisation (WHO) kritisierte mehrfach das Vorgehen Israels und die systematische Zerstörung der Gesundheitsinfrastruktur des Gazastreifens.
Am 27. Dezember 2024 besetzte und schloss Israel das Krankenhaus, es war das letzte noch funktionierende Krankenhaus im nördlichen Gazastreifen. Die israelischen Streitkräfte (IDF) nahmen den Kinderarzt und Krankenhausdirektor Hussam Abu Safiya gefangen und verschleppten ihn. Sie beschuldigten ihn der Zusammenarbeit mit der Hamas. Die WHO veröffentlichte einen Bericht, nach dem Bereiche des Krankenhauses während der IDF-Razzia niedergebrannt und schwer beschädigt wurden, darunter das Labor, die chirurgische Abteilung, die Technik- und Wartungsabteilung, der Operationssaal und das medizinische Lager. In der Weihnachtswoche 2024 wurden bei Bombardierungen rund um das Kamal-Adwan-Krankenhaus mindestens 50 Menschen getötet, darunter fünf Krankenhausangestellte. Die WHO beschrieb die Schließung des Krankenhauses als den Abschluss der systematischen Zerstörung des Gesundheitsversorgung, es gebe nun keine medizinische Versorgung der Menschen in Nordgaza mehr. Israel rechtfertigte die Schließung, indem es das Krankenhaus als einen Stützpunkt der Hamas bezeichnete. Beweise legte es nicht vor.
Der Sicherheitsrat der Vereinten Nationen setzte sich in einer Sondersitzung mit dem israelischen Angriff auf das Kamal-Adwan-Krankenhaus auseinander.
Laut Zeugenaussagen wurde Krankenhausdirektor Abu Safiya mit einem dicken Stromkabel schwer geschlagen und in das Foltergefängnis im Militärstützpunkt Sde Teiman gebracht, das von israelischen Anwälten als „grausamer als Abu Ghraib und Guantanamo“ bezeichnet wurde. Die Menschenrechtsorganisation Euro-Med Monitor warnte, die Folter in Sde Teiman gefährde Abu Safiyas Gesundheit. Die Organisation fürchtet außerdem seine Hinrichtung und verwies auf andere Ärzte, die in israelischen Haftzentren unter Folter starben. Sowohl Adnan al-Bursh, Leiter der orthopädischen Abteilung des Al-Shifa-Krankenhauses in Gaza-Stadt, als auch Iyad Al-Rantisi, Leiter der Geburtshilfeabteilung des Kamal Adwan-Krankenhauses, wurden während ihrer israelischen Inhaftierung im April 2024 bzw. November 2023 durch Folter getötet. Abu Safiya galt als die „Stimme des dezimierten Gesundheitssektors in Gaza“. Euro-Med Monitor berichtete außerdem, dass die israelischen Streitkräfte bei ihrem Angriff auf das Kamal-Adwan-Krankenhaus Frauen und Mädchen sexuell missbraucht haben. Der Befehlshaber des Südkommandos der israelischen Armee, Yaron Finkelman, gab am 12. Februar 2025 den Befehl, Abu Safiya unter Berufung auf das „Gesetz über ungesetzliche Kombattanten“ festzuhalten. Diese Entscheidung des israelischen Militärkommandanten fiel, nachdem ein Anwalt der Menschenrechtsorganisation Al Mezan Center for Human Rights Abu Safiya am 11. Februar 2025 im Ofer-Gefängnis besucht hatte, nachdem er 47 Tagen Haft ohne Kontakt zur Außenwelt ausgesetzt war. Der Anwalt gab bekannt, dass der Arzt Hunger und schwerer Folter ausgesetzt war, darunter mehr als 20 Tage Einzelhaft. Seine Inhaftierung sei ein Verstoß gegen das Humanitäre Völkerrecht, da es sich bei ihm um einen zivilen Mediziner handele. Das „Gesetz über ungesetzliche Kombattanten“ ist ein Apartheidgesetz, das speziell dazu dient, Palästinenser ohne Anklage festzuhalten, basierend auf dem Verdacht, sie seien „ungesetzliche Kombattanten“ – ein Status, der nach dem Humanitären Völkerrecht nicht existiert. Gefangene, die aufgrund dieses Gesetzes festgehalten werden, haben weder den Status von Kriegsgefangenen gemäß der Dritten Genfer Konvention noch den Schutz von Zivilgefangenen gemäß der Vierten Genfer Konvention – es ermöglicht eine längere Inhaftierung ohne Anklage und entzieht den Gefangenen jegliche sinnvolle gerichtliche Überprüfung oder das Recht auf ein ordentliches Verfahren.